# Ullensvang
Ullensvang is een gemeente gelegen aan de Hardangerfjord in de Noorse provincie Vestland. De gemeente telde 3377 inwoners in januari 2017. Ullensvang werd in 2020 uitgebreid door de fusie met de gemeenten Odda en Jondal. Hoofdplaats van de (nieuwe) gemeente is Odda. In dit gebied zijn vele fruitbomen. 
Ullensvang grenst in het noorden aan Voss en Ulvik, in het oosten met Eidfjord en Vinje, in het zuiden aan Sauda en Suldal en in het westen aan Etne, Kvinnherad en Kvam. In de gemeente werd in 2013 de Hardangerbrua afgebouwd, een hangbrug met bijzonder grote overspanning over de Eidfjord.

## Plaatsen in de gemeente
- Kinsarvik
- Lofthus
- Odda
- Røldal
- Skarde
- Tyssedal
- Utne